# عربی شروانی
عربی شروانی گویشی از زبان عربی بود که در مرکز و شمال شرقی جمهوری آذربایجان امروزی (که در گذشته به نام شروان شناخته می‌شد) و جنوب داغستان (روسیه) بدان سخن گفته می‌شد.